# Litoria aurea
A rã-de-sino-verde-e-dourado (Litoria aurea) é uma rela terrestre endémica do este da Austrália. Pode chegar aos 11 centímetros de comprimento, o que a torna numa das maiores espécies de rã da Austrália.
Muitas populações, particularmente na região de Sydney, habitam áreas frequentemente perturbadas, tais como campos de golf, zonas industriais abandonadas e aterros. Apesar de já ter sido a rã mais comum do sudeste australiano, a rã-de-sino-verde-e-dourado tem vindo a sofrer declínio populacional, levando a que o seu actual estado de conservação seja classificado como vulnerável. O número de indivíduos tem continuado a decrescer e as principais ameaças são a perda de habitat, poluição, espécies exóticas, parasitas e patogénicos, incluindo um fungo da divisão Chytridiomycota, Batrachochytrium dendrobatidis.

## Taxonomia
O nome comum, rã-de-sino-verde-e-dourado, foi primeiro adoptado por Harold Cogger no seu livro Reptiles & Amphibians of Australia publicado em 1975. Antes disso, os seus nomes comuns eram "rã-dourada" e "rela-dourada". Esta espécie tem muitas características físicas e comportamentais características dos ranídeos; daí a sua classificação original como parte do género Rana. Estas características são: focinho comprido, pernas compridas, membranas entre os dedos quase completas; o tímpano é grande e distinto; e a forma geral do corpo é bastante parecido com muitas das espécies de Rana. Tal como muitas espécies de Rana, a rã-de-sino-verde-e-dourado é maioritariamente aquática, e só se desloca em terra durante períodos de grandes chuvas. Foi removida do género Rana por diferenças anatómicas com a família Ranidae. Formações estruturais dos ossos e cartilagens desta espécie são mais próximas das presentes em espécies da família Hylidae, e por isso foi reclassificada.
A rã-de-sino-verde-e-dourado foi descrita pela primeira vez em 1827 como Rana aurea por Lesson. Desde então, a sua classificação mudou 20 vezes, sendo chamada Litoria aurea pela primeira vez em 1844 por Günther, e mudando de nome mais nove vezes antes de voltar a chamar-se Litoria aurea.
| |  |  |
| Litoria aurea (esquerda) era classificada como uma espécie do género Rana (direita). Apresenta muitas semelhanças incluindo um focinho pontiagudo, pernas compridas, e membranas interdigitais quase completas. A forma do corpo geral é semelhante a muitas espécies de Rana. |  |  |

O epíteto específico aurea vem do Latim aureus que significa 'dourado'. Hoje em dia, a espécie está classificada dentro do complexo de espécies Litoria aurea, que é um grupo de espécies relacionadas dentro do género Litoria. Este complexo encontra-se espalhado pela Austrália: três espécies no sudeste, uma no norte e duas no sudoeste. O complexo, para além da rã-de-sino-verde-e-dourado (Litoria aurea), é composto pelas espécies Litoria raniformis, Litoria castanea, Litoria dahlii, Litoria cyclorhynchus e Litoria moorei. A distribuição de L. raniformis e L. castanea está sobreposto com o da rã-de-sino-verde-e-dourado; isto, juntamente com semelhanças físicas, fazem com que seja difícil distinguir estas espécies umas das outras. Litoria castanea já não é avistada desde 1980 e pode estar extinta, apesar de ter umas pintas amarelas grandes nas suas coxas que ajudam a distinguir da rã-de-sino-verde-e-dourado. A L. raniformis, apesar de ser bastante semelhante à rã-de-sino-verde-e-dourado, pode ser facilmente identificada por ter pequenos 'tubérculos' nas suas costas.

## Distribuição

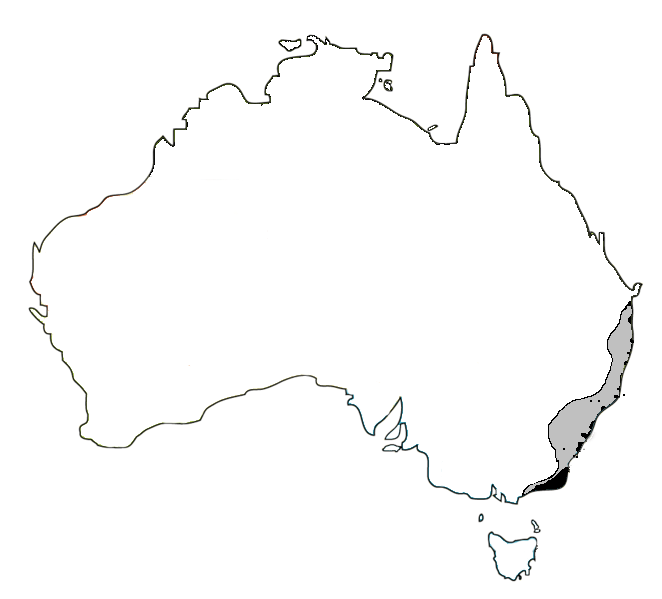
A distribuição histórica (cinzento) e actual (preto) da rã-de-sino-verde-e-dourado

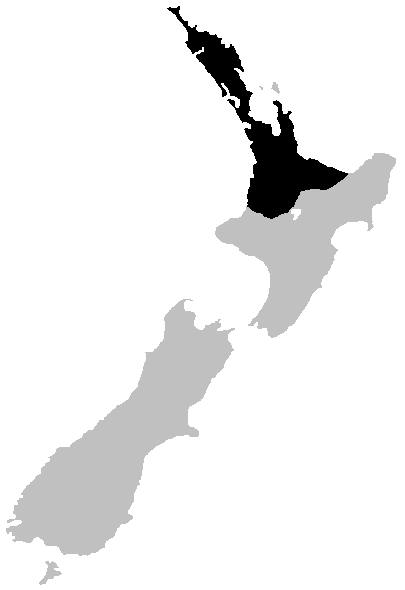
A distribuição de L. aurea na Nova Zelândia.

A rã-de-sino-verde-e-dourado é endémica do sudeste da Austrália. Antes do declínio das suas populações, a sua área de distribuição ia desde Brunswick Heads, no norte da Nova Gales do Sul, até East Gippsland, em Victoria, e até Bathurst, Tumut a Oeste.
A distribuição actual vai agora desde Byron Bay, na Nova Gales do Sul, até East Gippsland, em Victória; estando as populações limitadas a zonas ao longo da costa. Na Nova Gales do Sul, tem sofrido um declino acentuado quer em território quer em abundância desde a década de 60, apesar de não ter sido assinalado declínio semelhante em Victória. Na Nova Gales do Sul, desapareceu das zonas acima dos 250 metros de altitude, exceptuando uma população em Captains Flat. Um estudo das populações costeiras da Nova Gales do Sul indicou que muitas populações são muito pequenas, normalmente com menos que 20 adultos. Mas há seis populações conhecidas com mais de 300 rãs. Estima-se que a rã-de-sino-verde-e-dourado desapareceu de cerca de 90% da sua área de distribuição original.
A rã-de-sino-verde-e-dourado ainda permanece em algumas áreas de Sydney, tais como no Parque Olímpico de Sydney (onde pretendiam construir os campos de ténis para os Jogos Olímpicos de Sydney). Quando a rã-de-sino-verde-e-dourado foi encontrada nesse local, os campos de ténis foram construídos noutro lugar, e a população tem sido monitorizada desde então. A rã-de-sino-verde-e-dourado tornou-se a mascote não-oficial da área de Homebush Bay.
A rã-de-sino-verde-e-dourado também existe em duas ilhas ao largo da costa leste da Austrália: Ilha Broughton ao largo de Port Stephens e na Ilha Bowen em Jervis Bay. Foi introduzida na Nova Zelândia, onde é comum, e nas Ilhas do Pacífico da Nova Caledónia e nas Novas Hébridas (Vanuatu).

## Descrição

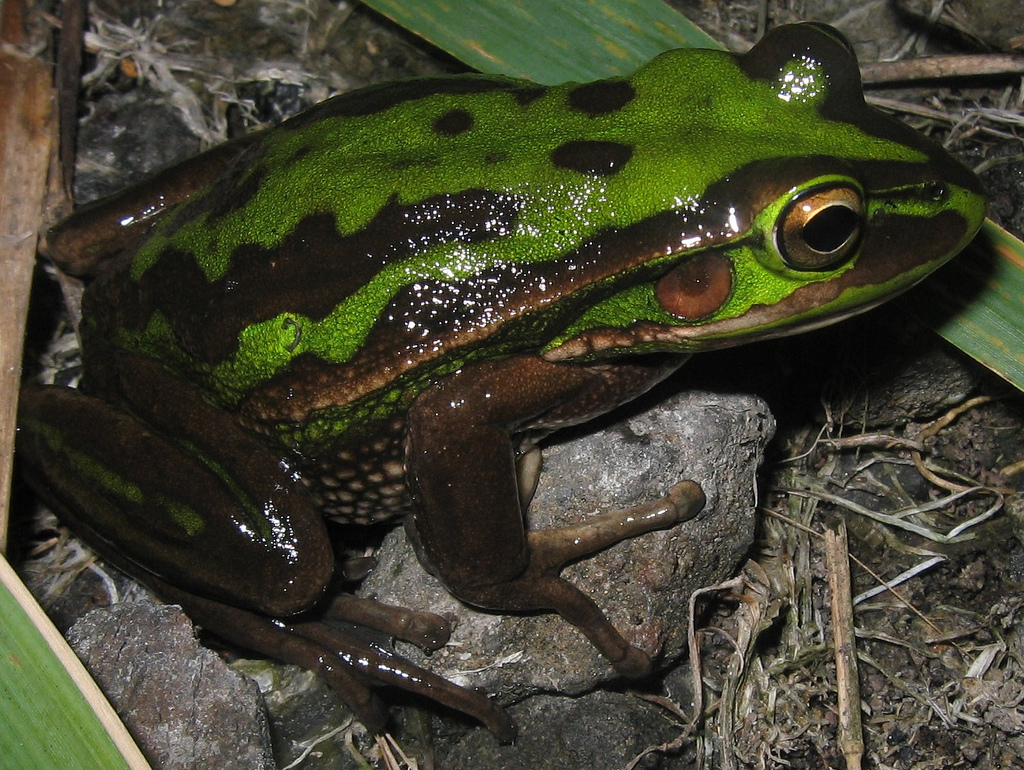
Uma rã-de-sino-verde-e-dourado com coloração escura.

A rã-de-sino-verde-e-dourado é uma rã grande e robusta; os adultos medem de 4,5 até 11 centímetros de comprimento; indivíduos típicos medem de 6 a 8 centímetros. A rã-de-sino-verde-e-dourado é por isso uma das maiores rãs australianas. Machos adultos são geralmente menores que as fêmeas, e a cor do dorso é muito diferente das fêmeas. Pode ser completamente verde; pode ter manchas que vão desde o verde-escuro até esmeralda brilhante; verde com marcas metálicas, bronzeada, ou dourada; ou completamente bronzeadas. Durante os meses mais frios (Maio-Agosto), quando as rãs-de-sino-verde-e-dourado estão inactivas, a coloração pode escurecer até quase chegar a preto.
Estes animais possuem uma risca creme-clara ou amarelo-pálido, com margem dourada em cima e preta em baixo, que se estende desde a parte de trás do olho, através do tímpano e até à cinta. Uma outra risca da mesma cor parte debaixo do olho até ao ombro. A barriga é bege ou branca, e tem uma textura granulada. As pernas são verdes, bronze ou uma combinação das duas, e a parte interna das coxas são verde-azulado. Machos adultos desenvolvem uma coloração amarelada no saco vocal na garganta. A pupila  está restringida a uma fenda horizontal e a íris é castanho-dourada com uma risca preta que vai desde o canto da pupila até aos limites horizontais do olho. O tímpano é bem diferenciado e de forma ovular. Esta espécie possui discos nos dedos dos pés que ajudam a escalar. Os dedos das mãos não possuem membranas interdigitais, ao contrário dos dedos dos pés que tem membranas completas. Quando em condições de acasalar, os machos desenvolvem 'tubérculos' nupciais nos polegares, que usam para agarrar as fêmeas durante o acasalamento.

## Ecologia e comportamento

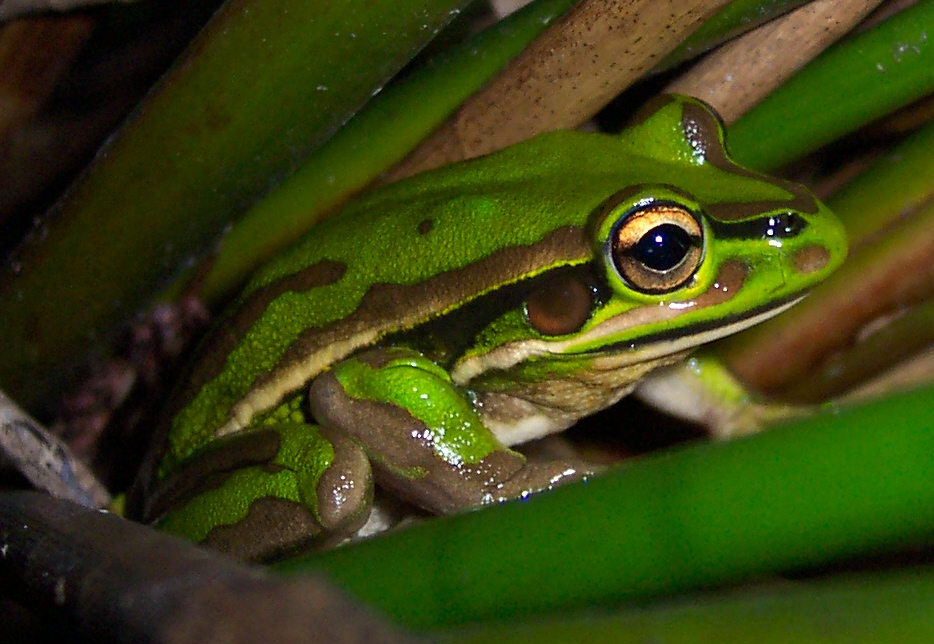
Uma rã-de-sino-verde-e-dourado camuflada em juncos.

Sendo um membro da família das relas (pererecas), a rã-de-sino-verde-e-dourado passa muito tempo em pedras e juncos a apreciar o sol. Ao contrário da maioria das espécies de rã, está muitas vezes ativa durante o dia. Quando manuseada, esta espécie segrega um muco irritante e viscoso que consiste de 17 péptidos "aureíanos". Treze destes têm actividade anticancerígena e são antibióticos de largo espectro, o que é útil para combater microorganismos patogénicos.
A rã-de-sino-verde-e-dourado está normalmente associada a pântanos costeiros e florestas; mas algumas populações também já foram encontradas em zonas industriais abandonadas. Os requisitos necessários para o habitat desta espécie têm sido difíceis de determinar, porque têm sido encontrados numa gama variada de pontos de água exceptuando riachos com correntes fortes. O habitat típico consiste em charcos temporários de água doce, de água parada, baixa profundidade, sem sombra e sem poluição; também tende a evitar água com peixes predadores, quer sejam endémicos ou introduzidos. Esta rã prefere pontos de água com vegetação emergente tais como juncos, para se apoiarem. O habitat de Inverno consiste em refúgios disponíveis à volta do local de reprodução. Habitats herbáceos estão usualmente próximos, providenciando zonas de alimentação terrestre apropriados.
A reprodução da rã-de-sino-verde-e-dourado depende da salinidade e temperatura da água. A salinidade afecta o desenvolvimento e a metamorfose dos girinos, e a reprodução geralmente só ocorre em charcos a 20 °C ou superior. Os girinos de rã-de-sino-verde-e-dourado podem tolerar níveis de salinidade de 0,6% sem efeitos aparentes, enquanto que salinidade de 0,8% ou mais diminui a taxa de crescimento e aumenta a mortalidade. Por outro lado, níveis de salinidade de 0,1 a 0,2 % podem ser bons para a rã-de-sino-verde-e-dourado porque mata agentes patogénicos como fungos.
Os adultos são vorazes e têm uma dieta variada, incluindo insectos e outras rãs, incluindo rãs da mesma espécie. Os girinos alimentam-se de detritos, algas e bactérias. Os seus predadores naturais incluem aves e cobras, e podem ser comidos por tartarugas, enguias e outros peixes, e uma variedade de predadores invertebrados.

### Reprodução
A rã-de-sino-verde-e-dourado reproduz-se nos meses mais quentes desde outubro até março. Durante este período, os machos chamam as fêmeas enquanto flutuam na água.
Em média 5000 ovos são depositados na vegetação aquática, numa massa gelatinosa. O tamanho máximo de uma destas massas alguma vez observado é de 11.682 ovos. Inicialmente, a massas flutuam, mas afundam-se passadas no máximo 12 horas depois de serem depositadas, ou quando a água é perturbada. Dois a três dias depois, os girinos nascem e irão sofrer metamorfose passados 2 a 11 meses, dependendo da temperatura da água e da disponibilidade de comida. A reprodução ocorre em significativamente mais locais onde não se encontram peixes predadores, e em massas de água temporárias ao invés de permanentes. No entanto, em Victória, foram registadas populações que se reproduzem indiferentemente em charcos permanentes tal como em temporários.
Os girinos são grandes, chegando aos 8 centímetros de comprimento, mas o tamanho varia bastante; girinos mais pequenos são mais comuns. O corpo é normalmente tão largo como alto. A pele é amarela translúcida com zonas mais escuras no abdómen. Logo antes da formação dos membros, o girino desenvolve a coloração típica dos adultos. Juvenis em metamorfose são semelhantes aos adultos e medem cerca de 2,6 centímetros de comprimento.

## Estado de conservação
Estima-se que o número de rãs-de-sino-verde-e-dourado tenha vindo a decrescer em mais de 30% nos passados dez anos. Está incluída na Lista Vermelha da IUCN como vulnerável, a nível global e nacional, e ameaçada na Nova Gales do Sul (Threatened Species Conservation Act, 1995). Julga-se que muitos factores foram responsáveis pelo declínio dramático desta espécie: incluindo fragmentação do habitat, a introdução de peixes predatórios e a alteração dos métodos de drenagem dos campos. O declínio de populações está também intimamente ligado à introdução de Gambusia holbrooki, uma espécie nativa da América do Norte que foi introduzida para controlar o número de larvas de mosquito. Estudos laboratoriais demonstraram que os girinos são extremamente susceptíveis à predação por este peixe. Outros factores que podem afectar esta espécie incluem predação por mamíferos introduzidos tais como gatos e raposas, mudanças na qualidade de água nos locais de reprodução, o uso de herbicidas e a perda de habitat devida à destruição de zonas húmidas. Mas esta espécie é capaz de sobreviver em ambientes degradados e poluídos, sendo por isso improvável que a perda de habitat e poluição sejam as causas principais do declínio das populações. A infecção por fungos parece ter levado, pelo menos em alguns casos, aos maiores declínios registados nas décadas de 1970 e 1980.
A rã-de-sino-verde-e-dourado tem sido o sujeito de muita pesquisa e monitorização, o que é importante para a sua conservação. Estas investigações focam-se no desenvolvimento de medidas de gestão para manter as populações de Gambusia sobre controlo. Outras estratégias que estão a ser desenvolvidas, irão permitir o desenvolvimento e melhoria do habitat apropriado, de modo a aumentar o sucesso reprodutivo da espécie. Em paralelo a estas medida, têm sido propostos programas de educação ambiental.
Em 1998, um programa de criação em cativeiro foi iniciado pelo pessoal responsável pela herpetofauna do jardim zoológico de Taronga em Sydney, e patrocinado pela ASX Frog Focus. O objectivo deste programa era ajudar a conservar as populações em declínio na região de Sydney. Envolvia a reprodução em cativeiro de rãs selvagens e na libertação de grande quantidades de girinos de volta para a natureza. Envolvia também a restauração do habitat e monitorização pós-libertação dos girinos. Milhares de girinos foram libertados num local na Reserva de Sir Joseph Banks seguida de monitorização realizada pela comunidade local. Foi também a primeira vez que alunos estiveram envolvidos em monitorização de espécies ameaçadas. O programa, desde então ramificou-se para outras áreas. Entre 1998 e 2004, girinos foram libertados em charcos especialmente construídos e barragens num campo de golfe a norte de Sydney, com pouco sucesso. Apesar de antigamente ser possível encontrar esta espécie na zona, a população perdeu-se desde aí. Ocasionalmente, vêem-se alguns adultos no campo de golfe, mas ainda não se estabeleceu uma população reprodutora.